# Bulbine inflata
Bulbine inflata är en grästrädsväxtart som beskrevs av Anna Amelia Obermeyer. Bulbine inflata ingår i släktet bulbiner, och familjen grästrädsväxter. Inga underarter finns listade i Catalogue of Life.